# Saxifraga aretioides
Saxifraga aretioides är en stenbräckeväxtart som beskrevs av Philippe Picot de Lapeyrouse. Saxifraga aretioides ingår i Bräckesläktet som ingår i familjen stenbräckeväxter. Inga underarter finns listade i Catalogue of Life.

## Bildgalleri

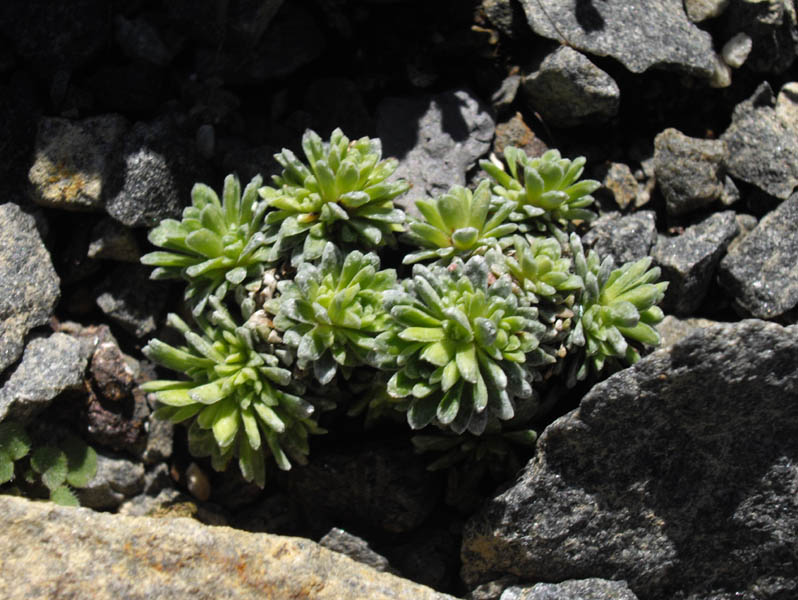
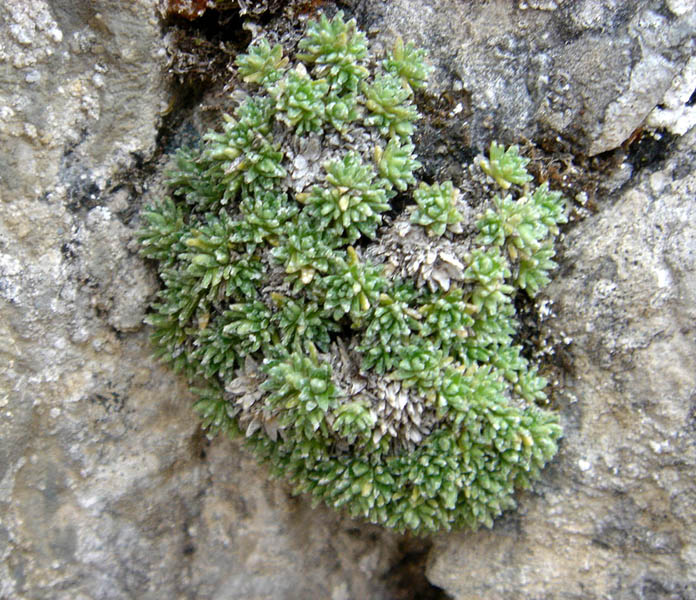
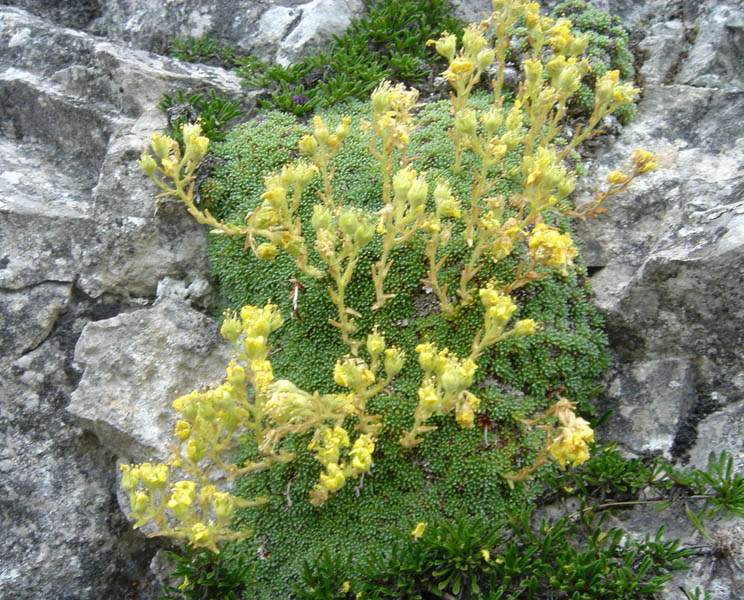
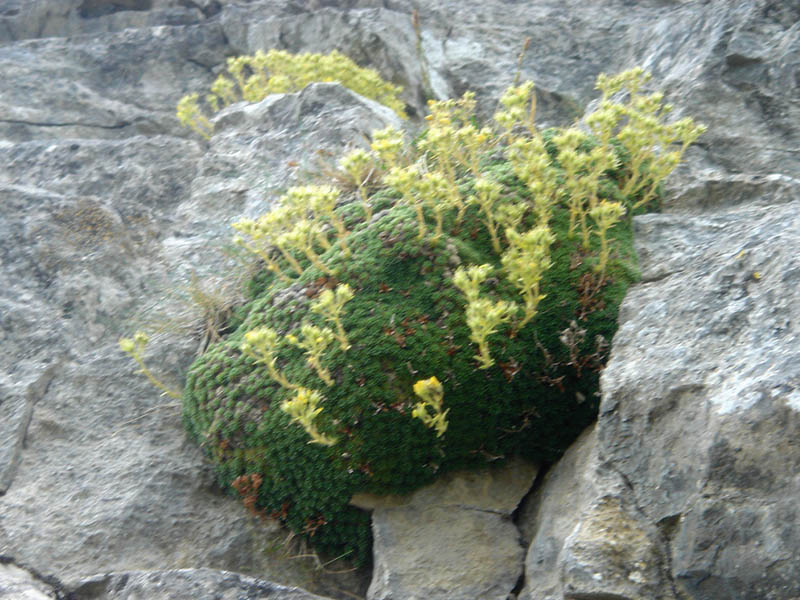